# Shuai Changwen
Shuai Changwen (2000) es una deportista china que compite en piragüismo en la modalidad de aguas tranquilas. Ganó tres medallas en el Campeonato Mundial de Piragüismo, en los años 2022 y 2023.

## Palmarés internacional
| Campeonato Mundial | Campeonato Mundial   | Campeonato Mundial | Campeonato Mundial |
| Año                | Lugar                | Medalla            | Competición        |
| ------------------ | -------------------- | ------------------ | ------------------ |
| 2022               | Halifax (Canadá)     | Medalla de plata   | C2 200 m           |
| 2023               | Duisburgo (Alemania) | Medalla de oro     | C2 200 m           |
| 2023               | Duisburgo (Alemania) | Medalla de oro     | C4 500 m           |